# Albert Ejupi
Albert Ejupi (* 28. August 1992) ist ein schwedischer Fußballspieler.

## Karriere
Ejupi begann seine Karriere beim Kristianstads FF. Zur Saison 2010 rückte er in den Kader der ersten Mannschaft von Kristianstad. Für diese kam er in zwei Saisonen zu zehn Einsätzen in der Division 1. Zur Saison 2012 wechselte er zum Viertligisten Sölvesborgs GIF. Nach zwei Spielzeiten dort kehrte er wieder zum Kristianstads FF zurück. Für diesen kam er in zwei Saisonen diesmal zu 48 Drittligaeinsätzen, in denen er vier Tore erzielte. Zur Saison 2016 schloss er sich dem Ligakonkurrenten Mjällby AIF an. Für diesen kam er in jener Spielzeit 19 Mal zum Einsatz.
Zur Saison 2017 kehrte Ejupi dann wieder nach Kristianstad zurück. Für den Drittligisten absolvierte er 2017 20 Partien. Zur Saison 2018 wechselte er zum Zweitligisten Varbergs BoIS. Sein Debüt in der Superettan gab der Mittelfeldspieler im April 2018 gegen den Örgryte IS. In seiner ersten Zweitligasaison absolvierte er 26 Partien, in denen er fünf Tore erzielte. Zu Saisonende schoss er den Verein in der Abstiegsrelegation gegen den Oskarshamns AIK mit dem entscheidenden Treffer zum 4:4-Endstand nach Hin- und Rückspiel zum Klassenerhalt. War Ejupi 2018 mit Varberg noch fast abgestiegen, so wurde er in der Saison 2019 mit seinem Verein Vizemeister in der zweiten Liga und stieg somit in die Fotbollsallsvenskan auf. In der Aufstiegssaison kam er in 29 Spielen zum Einsatz. Nach dem Aufstieg debütierte er dann im Juni 2020 in Schwedens höchster Spielklasse. In seiner ersten Saison in der Allsvenskan kam er zu 25 Einsätzen. In der Saison 2021 absolvierte er 23 Partien für Varberg.
Zur Saison 2022 wechselte Ejupi innerhalb der Liga zum Helsingborgs IF. Für Helsingborg kam er zu zehn Einsätzen, ehe er im Juni 2022 beim österreichischen Bundesligisten TSV Hartberg einen bis Juni 2024 laufenden Vertrag unterschrieb. Für Hartberg kam er bis zur Winterpause zu zehn Einsätzen in der Bundesliga. Im Februar 2022 wurde sein Vertrag beim TSV aufgelöst und er wechselte nach Israel zu Hapoel Hadera. Nach einer halben Saison beim AC Horsens in  der zweiten dänischen Liga wurde Anfang Februar 2024 der Vertrag dort aufgelöst.